# 10AGE
Дмитро Олександрович Панов (нар.. 21 січня 1998, селище Велика Іжора, Ленінградська область, Росія), більш відомий під сценічним псевдонімом 10AGE (гра слів, що означає «Teenage» — рос. Подросток), — російський реп-виконавець та автор пісень. Кар'єру музиканта розпочав у 2018 році, з того часу випустивши безліч синглів та один міні-альбом. Перебуває на лейблі Legacy Music.
Музикою Дмитро Панов почав займатися не відразу, а лише після вступу до Санкт-Петербурзького державного інституту кіно і телебачення за спеціальністю звукорежисера. Почавши займатися роботою зі звуком, Дмитро зацікавився музикою, став експериментувати зі звучанням і в якийсь момент вирішив випускати власні композиції в стилі реп, надихаючись творчістю казахського репера Скриптоніта і американських Tyler, The Creator і Тревіса Скотта.
Популярність прийшла до артиста лише через кілька років після початку кар'єри — в 2021 році, що відзначився для 10AGE вдалим релізом трьох синглів: «Нету интереса», «Пушка» та «Зоопарк». Завдяки популярності цих трьох синглів та кількості їх прослуховувань — кожен із треків тривалий час займав лідируючі позиції у чартах музичних стрімінгових платформ — реперу вдалося привернути до себе увагу музичної журналістики.

## Біографія

### Ранні роки
Дмитро Панов народився 21 січня 1998 року у селищі міського типу Велика Іжора Ленінградської області, в сім'ї шиномонтажника та продавчині. Селище, в якому проходило дитинство артиста, знаходиться поряд із містом Ломоносов, до якого юний Панов їздив навчатися у місцевій школі. За визнанням Дмитра, багато молодих людей, що проживають у селах, що стосується Великої Іжори, «не знають, чим займатися, і в результаті лізуть не в найкращі справи». Панов неодноразово згадував в інтерв'ю, що на тексти його пісень багато в чому вплинуло власне життя. Серед таких моментів він називав «гонитва за грошима» і меркантильність суспільства, наводячи приклад бажання своєї матері відправити його навчатися на зубного лікаря через гарну оплачуваність професії, а «не для того, щоб я допомагав людям або вивчав цікаві науки». Попри таку суперечність у поглядах, він позитивно описував свої стосунки з матір'ю, яка допомогла йому «вибратися» з села та відправила навчатися на звукорежисера до Санкт-Петербурзького державного інституту кіно та телебачення. Вступивши до ЗВО і зайнявшись звукорежисурою, Панов відкрив для себе музику, якою став активно цікавитися. За його визнанням, він починав «робити музику заради приколу та пошуку нового звуку всередині своєї тусовки» .

### Початок творчості (2018—2020)
Дебютними роботами 10AGE стали сингли «Raspberry», записаний за участю репера soahx, та «CD-ROM», вихід яких відбувся 26 жовтня та 7 грудня 2018 відповідно на лейблі Soyuz Music через цифрову дистрибуцію. В інтерв'ю «ТНТ Music» Панов розповідав, що його перші треки «були написані чисто на продаж». З перших робіт, написаних 10AGE у студентські роки, офіційно вийшла лише пісня «Анабиоз», що увійшла до складу трек-листа його дебютного міні-альбому «Ау», а однойменний з альбомом сингл, записаний спільно з репером Рамілем Алімовим, став єдиним треком до 2021 року, що удостоївся уваги музичних журналістів — видання «Афіша Daily» назвало «проривним» для обох музикантів, а популярним по прослуховуванням став фіт з репером Ханзою під назвою «Пишеш мені поки», що удостоївся платинового статусу.

### 2021 рік: «Нет интереса», «Пушка», «Зоопарк»
2021 рік став для 10AGE продуктивним. Першим вийшов сингл «На колени!» — 5 лютого. Прем'єра другої та найпопулярнішої роботи артиста за 2021 рік, «Нету интереса», відбулася 5 березня. Через два місяці, 7 травня, на «Нету интереса» вийшов музичний кліп. 18 червня виходить сингл «Пушка», а його екранізація — 13 серпня. Останні дві композиції виявилися помітно популярнішими за ранню творчість 10AGE: «Нету интереса» увійшла до списку десяти музичних композицій, що найбільше прослуховуються стримінгових платформ «СберЗвук», Spotify та «VK Музыка», а також спільно з «Пушкою» стала однією з найпопулярніших пісень літа за версією Spotify. «Нету интереса» також вдалося скласти конкуренцію пісням з шостого студійного альбому Скриптоніта «Свистки и бумажки» (27 березня 2021 року): так, у пісенному чарті Apple Music перші два рядки зайняли треки казахського репу, третій — сингл 10AGE. «Пушка» увійшла до списку 15 хітів літа 2021 року за версією журналу «Афіша Daily» та список «50 найкращих пісень 2021» редакції The Flow, в якому посіла 20-е місце.
На початку вересня 10AGE як хедлайнер [Архівовано 28 січня 2022 у Wayback Machine.] виконав «Нету интереса» та «Пушку» на презентації колекції бренду одягу Garage, після чого 10 вересня, рівно за тиждень до виходу майбутнього синглу, артист у своєму акаунті соціальної мережі Інстаграм опублікував концептуальне тизер-відео «Зоопарку» з людьми в масках тварин . Випуск «Зоопарку» відбувся 17 вересня 2021 на лейблі Legacy Music через цифрову дистрибуцію. Станом на 8 грудня 2021 відео-ролик з прем'єрою треку на відеохостингу YouTube набрав понад 3 мільйонів переглядів. Згодом 10AGE виконав «Зоопарк» у гостях на шоу Басти «MC Taxi» разом із піснею «Пушка», а також презентував новий, ще не вийшов трек і заявив, що працює над своїм першим студійним альбомом. 10 листопада 10AGE разом з Антохою МС стає гостем шоу «3 коти». 17 грудня виходить п'ятий та останній сингл артиста у 2021 році, трек «Камеры врут».
Більшість випущених у 2021 році синглів Панов присвятив критиці різних аспектів людського життя та поведінки. Сам Дмитро пояснював, що робить це, додаючи в тексти пісень «друге дно»: прихований сенс, який стає очевидним після повторного прослуховування. В інтерв'ю інтернет-журналу «Спека Magazine» артист стверджував, що «друге дно» існує для того, щоб вплинути на мислення людей і показати руйнівність певної поведінки збоку. Так, трек «Нема інтересу» має порушувати питання освіти в Росії і бути критикою меркантильної поведінки сучасної молоді, пісня «Гармата» та кліп на неї є демонстрацією деструктивності пристрасті до азартних ігор, сингл «Зоопарк» — це критика розгульної поведінки людей у нічних клубах, що віддаються своїм «звіриним» інстинктам, а композиція «Камеры врут» присвячена темі лукізму та гонитви за «ідеальною соціальною картинкою».

## Інциденти
«Нет интереса» мав увійти до офіційного плейлиста Чемпіонату Європи з футболу 2020 року поряд з піснею Моргенштерна «Leck», проте вже після оприлюднення списку треків пісні Моргенштерна та 10AGE було видалено УЄФА через наявність у них нецензурної лексики. Авторами плейлиста виступили нідерландський діджей та музичний продюсер Мартін Гаррікс та ірландський рок-гурт U2. Загалом у нього увійшло 97 треків.

## Критика
Здебільшого 10AGE залишався непоміченим до 2021 року, коли з виходом його найуспішніших синглів репер став впевнено заробляти популярність. За підсумками 2021 року кілька висвітлюють російську музичну індустрію ЗМІ так чи інакше називали Панова хітмейкером: «ТНТ Music» разом зі співаками Олівією Родріґо та Люсею Чеботіною, а також італійським рок-гуртом Måneskin назвав 10AGE найрезонанснішою з нових «світових та локальних зірок»; The Flow вважав, що «Панов довго шукав себе, але 2021 року написав кілька справжніх хітів»; " Афіша Daily " припустив, що з 10AGE може вийти «великий хітмейкер» . Інтернет-видання People Talk, навпаки, перерахувало 10AGE серед артистів, що набирають популярність через соцмережу " ВКонтакте " і в яких «мало хто вірить і навряд чи вважають їх конкурентами». «Афіша» порахувала, що творчість Панова «явно виділяється на тлі нинішньої реп-кон'юнктури» завдяки продуманій наративності текстів його пісень, енергійним небанальним бітам та «пластичному флоу з амбівалентними внутрішніми діалогами», але з тим відзначила, що іноді його тексти різко та наївно.

### Порівняння зі Скриптонітом
10AGE неодноразово звинувачувався у копіюванні звучання у казахського репера Аділя «Скриптоніту» Жалєлова. Учасниці панк-рок-дуету «кіс-кіс», Аліна Олешева та Софія Сомусєва, в рамках YouTube-шоу «Музикаліті» поставили треку «Зоопарк» найнижчу оцінку — один бал, при цьому зазначивши, що 10AGE скопіював стилістику звучання у Скриптоніта. Схожість прийомів, що використовуються 10AGE та Скриптонітом, також відзначив і репер Баста. Такі ж висловлювання звучали у бік, зокрема, треків «Пушка», «Нету интереса» та «Зоопарк». Сам музикант не був згоден зі звинуваченнями, але зізнавався, що навмисно використав деякі елементи творчості Скриптоніту: «Ось цей голос із хрипотою та істерикою нагадують момент сварки у чоловіка. Це круто виглядає із боку».

## Дискографія

### Міні-альбоми
| Назва | Деталі                                                                      |
| ----- | --------------------------------------------------------------------------- |
| «Ау»  | - Реліз: 30 серпня 2019 - Лейбл: Rhymes Music - Формат: цифрова дистрибуція |

### Сингли
| Рік  | Назва                               | Чарти             | Чарти                  | Чарти             | Альбом              |
| Рік  | Назва                               | Росія Apple Music | Росія «Яндекс. Музыка» | Росія «VK Музыка» | Альбом              |
| ---- | ----------------------------------- | ----------------- | ---------------------- | ----------------- | ------------------- |
| 2018 | «Raspberry» (за участю soahx)       | —                 | —                      | —                 | Позаальбомні сингли |
| 2018 | «CD-ROM»                            | —                 | —                      | —                 | Позаальбомні сингли |
| 2019 | «День21»                            | —                 | —                      | —                 | Позаальбомні сингли |
| 2019 | «Ау» (за участю Ramil’)             | —                 | —                      | —                 | «Ау»                |
| 2019 | «Лия»                               | —                 | —                      | —                 | Позаальбомні сингли |
| 2019 | «Али ты»                            | —                 | —                      | —                 | Позаальбомні сингли |
| 2019 | «Туман»                             | —                 | —                      | —                 | «Ау»                |
| 2019 | «Пишешь мне пока» (за участю Ханзи) | —                 | —                      | —                 | Позаальбомні сингли |
| 2019 | «Я тот, кто довезёт»                | —                 | —                      | —                 | Позаальбомні сингли |
| 2019 | «ОПДАВАЙДАВАЙ»                      | —                 | —                      | —                 | Позаальбомні сингли |
| 2020 | «Милая»                             | —                 | —                      | —                 | Позаальбомні сингли |
| 2020 | «Питерское такси»                   | —                 | —                      | —                 | Позаальбомні сингли |
| 2020 | «Зацелую»                           | —                 | —                      | —                 | Позаальбомні сингли |
| 2020 | «ОТЦАСИТИ» (за участю Volodya XXL)  | —                 | —                      | —                 | Позаальбомні сингли |
| 2020 | «Время»                             | —                 | —                      | —                 | Позаальбомні сингли |
| 2020 | «Мандариновые горы»                 | —                 | —                      | —                 | Позаальбомні сингли |
| 2021 | «На колени!»                        | —                 | —                      | —                 | Позаальбомні сингли |
| 2021 | «Нету интереса»                     | 2                 | 10                     | 1                 | Позаальбомні сингли |
| 2021 | «Пушка»                             | 6                 | 8                      | 1                 | Позаальбомні сингли |
| 2021 | «Зоопарк»                           | 9                 | 19                     | 1                 | Позаальбомні сингли |
| 2021 | «Камеры врут»                       | —                 | —                      | 20                | Позаальбомні сингли |

### Гостьова участь
| Рік  | Назва         | Інші виконавці | Альбом              |
| ---- | ------------- | -------------- | ------------------- |
| 2019 | «До луны»     | Ramil’ и LKN   | Позапльбомні сингли |
| 2019 | «Моя Suicide» | Mitchel        | Позапльбомні сингли |

### Відеокліпи
| Рік  | Пісня           | Режисер(и)                      |
| ---- | --------------- | ------------------------------- |
| 2020 | «Так нельзя»    | Талгат Сафаров                  |
| 2020 | «Милая»         | Юля Літинська                   |
| 2021 | «Нету интереса» | Redshot                         |
| 2021 | «Пушка»         | Олексій Колонтаєв, Сергій Панов |